# 章憲王
章憲王（あきのりおう、1929年〈昭和4年〉8月17日 - 1994年〈平成6年〉11月4日）、のちに賀陽 章憲（かや あきのり）は、日本の旧皇族。賀陽宮恒憲王の第3王子。明仁上皇(第125代天皇)の再従兄にあたる。

## 生涯
1929年（昭和4年）8月17日誕生。戦時中の1943年（昭和18年）6月15日、明倫中（愛知県立明和高等学校）在学時に、三年の同期生700人と名古屋陸軍幼年学校を訪問した記録が残る。
1947年（昭和22年）10月14日、11宮家の皇籍離脱が行われた際、王も皇籍を離脱、賀陽章憲となる（『官報』 第六二二六号 昭和二十二年十月十四日 告示 宮内府告示第十六号）。戦後に学習院大学を卒業し、第一勧業銀行に勤務した。
1994年（平成6年）11月4日、心不全のため東京都多摩市内の病院で逝去。

## 栄典
- 1940年（昭和15年）8月15日 - 紀元二千六百年祝典記念章[1]

## 血縁
- 父：賀陽宮恒憲王
- 母：恒憲王妃敏子
- 兄弟：邦寿王 - 美智子女王 - 治憲王 - 章憲王 - 文憲王 - 宗憲王 - 健憲王
- 妻：山本良子
- 子：賀陽章子 - 賀陽正憲

皇籍離脱後も皇室との繋がりは深く、長男賀陽正憲は、第126代天皇徳仁の学友であった。正憲は民間企業に勤務した後国家公務員になった。

## 系譜
| 章憲王 | 父： 恒憲王（賀陽宮） | 祖父： 邦憲王（賀陽宮） | 曾祖父： 朝彦親王（久邇宮） |
| 章憲王 | 父： 恒憲王（賀陽宮） | 祖父： 邦憲王（賀陽宮） | 曾祖母： 泉亭静枝子         |
| 章憲王 | 父： 恒憲王（賀陽宮） | 祖母： 好子             | 曾祖父： 醍醐忠順           |
| 章憲王 | 父： 恒憲王（賀陽宮） | 祖母： 好子             | 曾祖母： 不詳               |
| 章憲王 | 母： 敏子             | 祖父： 九条道実         | 曾祖父： 九条道孝           |
| 章憲王 | 母： 敏子             | 祖父： 九条道実         | 曾祖母: 野間幾子            |
| 章憲王 | 母： 敏子             | 祖母: 九条恵子          | 曾祖父： 大谷光瑩           |
| 章憲王 | 母： 敏子             | 祖母: 九条恵子          | 曾祖母： 大谷恒子           |